# Джасвант Сингх (Марвар)
Джасвант Сингх Ратхор (хинди महाराजा जसवंत सिंह (मारवाड़); 26 декабря 1626 — 28 декабря 1678) — махараджа Марвара (1638—1678) в современном индийском штате Раджастхан. Он был выдающимся литератором и автором книг «Сиддхант-бодх», «Ананд Вилас» и «Бхаса-бхусан».

## Ранняя жизнь
Джасвант Сингх родился 26 декабря 1626 года в Бурханпуре. Младший сын Гаджа Сингха (1595—1638), махараджи Марвара (1619—1638). Его мать, Сисодини Пратап Девиджи, была любимой женой его отца и была дочерью Бхана Сисодии, старшего сына Шакти Сингха Сисодии.

## Правление
Джасвант Сингх наследовал своему отцу после его смерти специальным указом императора Шах-Джахана, в соответствии с пожеланиями своего отца, 6 мая 1638 года. Он был утвержден в своем титуле падишахом Шах-Джаханом и унаследовал парганы Джодхпур, Сивана, Мерта, Соджат, Пхалоди и Покхаран (Саталмер) в Джагире.
Он был коронован в Срингар Чоуки, Мехрангарх, Джодхпур, 25 мая 1638 года. В 1640-х годах Джасвант Сингх участвовал в военных кампаниях могольских войск в Балхе, Бадахшане и против персов в Кандагаре. Во время последней кампании Джасвант Сингх подружился с наследным принцем Дарой Шукохом, старшим сыном падишаха Шах-Джахана. 6 января 1654 года император Великих Моголов Шах-Джахан пожаловал ему личный титул махараджи.
С началом в 1657 году борьбы за верховную власть между сыновьями Шах-Джахана Джасвант Сингх принял сторону наследного принца Дары Шукоха. Джасвант Сингх был назначен могольским императора Шах-Джаханом, чтобы остановить продвижение мятежных принцев Аурангзеба и Мурада. Армия Джасванта Сингха и объединенная армия обоих принцев встретились в Дхарматпуре, в пятнадцати милях от Уджайна. Битва произошла 15 апреля 1658 года. Советники Джасванта Сингха предложили совершить ночной рейд, чтобы уничтожить артиллерию и порох Аурангзеба, поскольку армия раджпутов почти полностью состояла из легкой кавалерии, в то время как у Аурангзеба была хорошо оснащенная армия из тяжелой кавалерии, артиллерии и мушкетов. Однако Джасвант Сингх ответил, сказав: «Это несовместимо с мужеством раджпутов или обычаями, использовать хитрости или совершать ночные атаки» . Джасвант Сингх потерпел поражение и потерял 6000 своих солдат. Ратан Сингх Ратхор, махараджа Ратлама, Руп Сингх Ратхор, махараджа Кишангарха, и Моканд Дас Хада, Рао из Кота, были среди убитых в битве. Нерешительность Джасванта Сингха привела с поражению императорской армии Дары Шукоха. После отступления последнего Джасвант возглавлял арьергард, который помог наследному принцу отступить. За это в 1658 году Джасвант Сингх назначается субадаром (наместником) Малвы.
В 1659 году Джасвант Сингх был назначен губернатором Гуджарата. Он собирает войско и соединяется с Дарой Шукохом, который пытался все ж одолеть Аурангзеба. При содействии Джай Сингха, раджи Амбера, Джасвант Сингх перешел на сторону Аурангзеба. Джасвант Сингх способствовал поражению Дары Шукоха в решающей битве при Аджмере 11 марта 1659 года. За этот Аурангзеб сохранил за Джасвантом Сингхом пост губернатора Гуджарата.
В 1662 году Джасвант Сингх был отправлен в могольскую армию под командованием Шаиста-хана, которому поручено было обуздать лидера маратхов Шиваджи. Здесь Джасвант Сингх не смог себя проявить. Поэтому на некоторое время отстранен от управления войском. Он вернулся в свои владения — Джодхпур. В 1671 году вновь назначается субадаром Гуджарата, а в 1672 году — субадаром в Джамруде. Во время своей каденции в 1672—1675 годах участвовал в подавлении восстания афганских племен (афридиев и хаттаков).

## Смерть и наследование
Притхвирадж Сингх был сыном Джасванта Сингха. В «кхьяцах» Марвара записано, что Аурангзеб подарил Притхвираджу Сингху платье, которое было отравлено. Надев это платье, Притхвирадж скончался 8 мая 1667 года в Дели от сильных болей. Притхвирадж был видным лидером и храбрым принцем. Джасвант не мог оправиться от шока, вызванного смертью его сына. Он был очень опечален, потому что у него не было наследника мужского пола, который мог бы отомстить.
Правление Джасванта продолжалось до его смерти в Джамруде, недалеко от Пешавара, в календарную дату Викрам Самват 10 Пауша 1735 года, что соответствует 28 декабря 1678 года по григорианскому календарю. Однако другой ученый указывает, что 10 Пауша 1735 года, что соответствует 28 ноября 1678 года.
На момент его смерти две его жены были беременны, и обе позже родили сыновей. Это привело к войне, в ходе которой были попытки установить старшего выжившего сына Джасванта Сингха Аджита Сингха Ратхора правителем Марвара. Этим состоянием воспользовался могольский падишах Аурангзеб, чтобы захватить княжество Марвар.